# 여수정보과학고등학교
여수정보과학고등학교(麗水情報科學高等學校)는 대한민국 전라남도 여수시 문수동에 있는 사립 고등학교이다.

## 학교 연혁
- 1958년 4월 25일 : 여수상업고등학교 설립인가
- 1988년 7월 23일 : 학당학원으로 학교 법인명 변경
- 1988년 11월 30일 : 현 교사로 학교 이전
- 1995년 8월 31일 : 곽백련 초대 교장 퇴임, 이사장 취임
- 1999년 3월 1일 : 여수정보과학고등학교로 교명 변경
- 2012년 7월 28일 : 전라남도교육청 지원형 특성화고 지정 (관광조리과, 산업디자인과, 관광경영과, 금융정보과)
- 2014년 7월 31일 : 곽영옥 이사장 취임
- 2020년 7월 13일 : 학칙변경 산업디자인과 → AI디자인과(승인 2021학년도 개편), 금융정보과 → AI경영과(승인 2022학년도 개편)
- 2024년 3월 1일 : 제7대 교장 최무용 선생 취임
- 2025년 1월 9일 : 제68회 졸업 215명(32,017명)
- 2025년 3월 4일 : 제71회 입학생(신입생 227명)

## 설치 학과
- 금융정보과
- 관광조리과
- 호텔서비스과
- AI디자인과
- AI경영과

## 참고 자료
- 여수정보과학고등학교 - 한국교육학술정보원 학교알리미